# Московсько-турецька війна (1710—1713)
Московсько-турецька війна 1710—1713 (також Московсько-османська війна 1710—1713 років) — збройні конфлікти під час Прутського походу і після Прутського мирного договору 1711.

## Передісторія

### Відносини Московського царства з Османською імперією в 1700—1709 роках
Через рік після укладення в 1700 році Константинопольського мирного договору до Константинополя був відправлений князь Д. М. Голіцин із метою переконати османів дати дозвіл московським кораблям вільно плавати по Чорному морю. Поїздка Голіцина була не успішною. Османський уряд не погодився, і Голіцин виніс з поїздки враження, що османці дуже недоброзичливо ставляться до Московського царства і готові скористатися будь-яким зручним випадком, щоб повернути собі всі землі, поділені за останнім договором. Такий стан справ міг створити великі труднощі для Московського царства з огляду на війни зі Шведською імперією. Двох воєн відразу Московське царство не могло вести. Петро I вирішив вжити всіх заходів, щоб запобігти можливостям початку нової війни з османами. З цією метою в листопаді 1701 року він відправив Петра Андрійовича Толстого для постійного перебування при дворі султана Мустафи II. Він повинен був зібрати найточніші відомості про Османську імперію у політичних, адміністративних, військових, економічних і навіть побутових відносинах. Толстого зустріли в Константинополі дуже підозріло, і до його будинку був приставлений караул. Проте, йому вдалося вивідати, що головним ворогом Московського царства був кримський хан Девлет II Ґірай, який поширював тривожні чутки з метою спонукати султана до нової війни з Московським царством. Толстому вдалося повалити за допомогою матері султана великого візира, що співчував планам Девлета II. Незабаром, у 1703 році, помер султан Мустафа, і на престол був зведений його брат Ахмед III. Боячись підступів, він майже щодня міняв великих візирів і привів імперію в такий стан, що про війну і думати не можна було.
Так тривало до 1706 року, коли новий хан Криму Гази III Ґірай доніс, що причорноморські ногайці терплять від московитів релігійні переслідування і виявляють бажання переселитися в межах Османської імперії. Французький посланник при дворі султана всіляко намагався посварити османів із Московським царством. Але султан не наважився на війну, і в цьому відношенні соболі та гроші, які щедро роздавав Толстой, зробили свою справу. У червні 1709 року прийшов новий лист від відновленого на кримському престолі Девлета II Ґірая з тривожними звістками, нібито московський військовий флот з'явився вже в Азовському морі.

### Карл XII
Зростання напруги у відносинах Османської імперії з Московією у 1709 році було спричинене з османського боку тим, що після розгрому шведського війська під Полтавою та взяття значної частини його в полон під Переволочною цар Петро I планував поширити свій вплив на Річ Посполиту, а далі розпочати війну з Османською імперією. Із боку ж московського керівництва як недружні дії розцінювалося прийняття османською стороною під свій захист залишків шведського та українського військ на чолі з Карлом XII та І.Мазепою.
Обрання гетьманом Пилипа Орлика 5 квітня 1710 року, яке відбулося під контролем шведського короля, варто розглядати в контексті підготовчих заходів короля до війни, оскільки Карл XII прагнув організувати українців в ефективну військову силу для наступного використання їх проти Москви.
Суттєвий вплив на позицію Порти мала діяльність кримського хана Девлета II Ґірая, який також підштовхував Стамбул до війни, певне значення мало й звернення до османського керівництва І. Мазепи. З боку Московського царства висувалися настійливі вимоги видати чи затримати шведського короля та видати Мазепу, виконання яких називалося умовою збереження мирних взаємин. Петро навіть уклав з Османською імперією договір, за яким вони зобов'язувалися вигнати зі своєї землі Карла і козаків. Дізнавшись про це, шведський король відправив у Константинополь відданого йому генерала Понятовського і за його посередництва скинув великого візира, при якому був укладений договір про відсторонення Карла. Новий візир Нуман Кепрюлю також був проти розриву мирних відносин із Московським царством і допоміг Карлу грошима. Тоді Карл зважився на інший крок. Інтриги Понятовського підняли повстання яничарів. У цей же самий час Петро посилено став наполягати на видаленні Карла з османських меж, погрожуючи в іншому випадку почати військові дії в союзі з польським королем.
Воєнні настрої османів знову активізувалися восени 1710 року. Певний вплив на антимосковські настрої Стамбула справляли діяльність австрійської дипломатії, фінансова підтримка шведського короля англійською Левантійською компанією. Османське керівництво прагнуло відвернути загрозу з боку Московського царства, повернути втрачене за Константинопольським договором 1700 року. Мало значення і бажання Порти зняти соціальне напруження в імперії шляхом переможної війни. Війну Московському царству Ахмед III оголосив 9 листопада 1710 року. Пропозиції Петра I султану про підтвердження миру та шведам про укладення миру не були підтримані. За царським наказом із Прибалтики перекидалися війська на Південь. Толстой був посаджений в Семибаштовий замок. Як писав англійський посол Саттон зі Стамбулу:
|  | Війна з Росією цілком є справою татарського хана |

.

### Плани сторін
У грудні 1710 року кримський хан Девлет II Ґірай зустрівся у Бендерах зі шведським королем Карлом XII і гетьманом Правобережної України Пилипом Орликом. Було вирішено завдати удару по Правобережній Україні з'єднаними силами ханського сина Мехмеда Ґірая з орликовцями і поляками (ворогами Петра I) і одночасно по Лівобережній Україні силами самого кримського хана із запорожцями. Османська імперія була зайнята війною в Лівані, тому збиралася воювати через своїх васалів.
Петро I вирішив діяти і, завдаючи  удари, які відвертали увагу, по кримським татарам і їхнім союзникам, атакувати Османську імперію через Молдавію і Валахію, де його союзниками стало б християнське населення імперії.

## Хід війни
Із початком 1711 року Османська імперія розпочала воєнні дії, зокрема силами татар і українських козаків (80-90 тисяч вояків). У січні 1711 року був укладений українсько-татарський військово-політичний союз. Надалі були здійснені походи: кримських татар на чолі з ханом Девлетом II Ґіраєм та запорожців до Слобожанщини, у ході якого було взяте Новосергієвське місто; буджацьких татар на чолі із сином хана, українських козаків під проводом П. Орлика і К. Гордієнка, поляків-прибічників Станіслава-Богуслава Лещинського в Правобережну Україну; кубанського султана до Азова. Військо, очолюване П. Орликом, здобуло значну підтримку на етнічних українських землях, наприкінці березня 1711 року взяло в облогу Білу Церкву, яку захопити не вдалося. Похід закінчився невдачею через рішення татар про відступ, взяття ними полонених і пограбування татарами населення на територіях, мешканці яких надали підтримку П. Орлику.

### Лівобережна Україна
На Лівобережжі хан Девлет II Ґірай розраховував на допомогу ногайців із Кубані. Московські війська, які протистояли кримським татарам на Лівобережжі, складалися з 11 тисяч солдатів генерал-майора Ф. Ф. Шидловського в районі Харкова, корпусу Апраксіна під Воронежем і 5 тисяч донських козаків. Зіткнувшись з Бєлгородськими та Ізюмськими фортечними оборонними лініями, кримці в середині березня повернули до Криму, залишивши півторатисячний гарнізон під загальним командуванням запорізького полковника Нестулея в захопленій ними без бою Новосергієвській фортеці.
У квітні 1711 року Новосергієвська фортеця була відбита загоном Шидловського.

### Правобережна Україна
Спочатку з'єднані сили кримських татар, орликівців, запорожців і поляків мали успіх на правому березі Дніпра, слабо прикритого московськими військами. Союзники захопили ряд фортець і розбили при Лисянці загін осавула Бутовича, посланого гетьманом Скоропадським. Однак потім між українцями, поляками і кримськими татарами почалися серйозні суперечки. Козаки закликали до боротьби за незалежність України, поляки Потоцького хотіли приєднання України до Речі Посполитої, кримське військо було зацікавлене в грабежі і викрадення бранців.
25 березня (ст. стиль) 30 тисяч кримських татар і запорожців підійшли до Білої Церкви. Їх перший штурм був відбитий московським гарнізоном (бл. 1000 вояків), наступного дня гарнізон зробив вилазки, в яких кримські татари зазнали великих втрат і воліли відійти до Фастова. Після цієї поразки кримські загони стали займатися грабунком і захопленням мирних жителів. Головнокомандувач московськими силами в Україні Голіцин зібрав для відсічі набігу 9 драгунських і 2 піхотних полки, які змусили в кінці квітня відступити Орлика і Мехмеда Ґірая в Бендери, османські володіння. 15 (26) квітня 1711 року поблизу Богуслава Голіцин наздогнав частину кримських татар і відбив понад 7 тисяч захоплених бранців.

### Кубань
Ще в січні 1711 року було прийнято рішення послати на Кубань експедицію під командуванням казанського губернатора П. М. Апраксіна. У травні 3 піхотних і 3 драгунських полків (6300 осіб) вийшли з Казані, в Царицині до них приєдналися іррегулярні війська і козаки. Пізніше підійшло 20 тисяч калмиків тайші Аюки.
У серпні Апраксін вийшов з Азова і попрямував на Кубань. У переможній реляції повідомлялося, що було побито понад 11 тисяч ногайців, а 21 тисяча взята в полон. У вересні московити і калмики розбили військо Бахта Ґірая з 7 тисяч татар і 4 тисяч козаків-некрасовців. Був відбитий московський полон у 2 тисячі чоловік. Звістка про укладення Прутського миру змусила Апраксіна повернутися в Азов.

### Похід на Крим
Після відбиття нападу кримських татар на Україну, московські війська під керівництвом Бутурліна перейшли в наступ. 30 травня 1711 року 7 піхотних і 1 драгунський полків (7178 осіб), а також 20 тисяч козаків Скоропадського вийшли в похід на Крим. Рух війська було вкрай ускладнено обозом, в якому везли припаси, необхідні в посушливих степах. Спочатку планувалося послати в Крим через Сиваш легкі козацькі загони, але, як з'ясувалося, зробити це не можна було через брак легких суден. У військах почався голод, їли одну конину. Девлет II вивів частину кінноти з Криму і приступив до широкомасштабних партизанських дій в тилу московських військ: як у військах, які намагалися блокувати Перекоп, так і в тилу основної армії, що рухалася з Петром I на Дунай.
Голод і дії кримських татар змусили наприкінці липня відступити Бутурліна і Скоропадського від Криму.

### Чорногорія. Місія Милорадовича і Лукачевича
У розпочатій війні Петро I розраховував використовувати національно-визвольний рух пригноблених слов'янських народів проти османів у своїх інтересах. У 1711 році з таємною місією підняти повстання чорногорців, герцеговинців і жителів Адріатичного примор'я, на Балкани були направлені служити в московській армії герцеговинець полковник Михайло Милорадович і чорногорець капітан Іван Лукачевич, забезпечені грамотами Петра I. Таємна місія була вдалою лише в Чорногорії — в червні 1711 року Милорадович із невеликим загоном висадився на узбережжі Адріатики і незабаром прибув у Цетинє, де без особливих зусиль домігся того, що чорногорці взялися за зброю. У липні 1711 року чорногорське ополчення разом із невеликим загоном Милорадовича перейшло кордон і напало на османські фортеці Грахово, Никшич, Спуж і Гацько, однак не добилися успіху в їх штурмах. У відповідь проти чорногорців була кинута 20-тисячна армія боснійського візира Ахмет-паші Шапшатліі, в той же час зазнав невдачі Прутський похід Петра I. У мирному договорі, укладеному за підсумками ураження Московського царства, про балканських слов'ян у цілому і чорногорців зокрема не було сказано жодного слова, а вже навесні 1712 року московська військова місія була змушена відбути з Чорногорії, залишивши її один на один із ворожою імперією. Надалі, не дивлячись на перемогу чорногорців у Царева Лазу, османська армія зайняла Цетинє, а владика Данило Петрович-Негош був змушений шукати притулку у венеційців.

### Прутський похід
У квітні 1711 року Московське царство уклало союз із молдовським господарем Дмитром Кантемиром, 27-30 травня Борис Шереметєв переправив свою кінноту через Дністер на територію Молдавії і рушив на Ісакчу для захоплення переправ через Дунай, але, отримавши відомості про підхід до Дунаю великих османських сил, повернув на Ясси, куди 25 червня підійшли головні сили московської армії під командуванням Петра I.
Османська армія великого візира Баталджі паші (близько 120 тисяч вояків, понад 440 гармат) 18 червня переправилася через Дунай у Ісакчі й з'єдналася на лівому березі Прута з 70-тисячною кіннотою кримського хана Девлета II Ґірая. Петро I, направивши 7-тисячний кінний загін генерала Карла Ренні на Браїлів, 30 червня з головними силами (38 тисяч вояків, 114 гармат) рушив по правому березі Прута і 7 липня досяг Станілешті. Османи переправилися через Прут у Фальчі і 8 липня атакували московський авангард південніше Станілешті.
У воєнних діях на Пруті разом із османським військом були козаки П. Орлика. А гетьманські війська на чолі з Іваном Скоропадським разом із московськими частинами діяли в напрямку Криму одночасно з походом основних царських сил. Проте їхні акції були малорезультативними через важкі умови походу та появу татар і запорожців в їхньому тилу.
Московські війська відійшли в укріплений табір у Новій Станілешті, який 9 липня був оточений ворогом. Штурм був відбитий, османи втратили 8 тисяч, але становище московських військ стало критичним через відсутність боєприпасів. Були розпочаті переговори і 12 липня 1711 року було укладено Прутський мирний договір. Московські війська (а також частина молдаван із Кантемиром) отримали вільний вихід із Молдовського князівства, але Московське царство повертало Османській імперії Азов і ліквідувала фортеці на Азовському морі. Стан війни тривав до 1713 року, тому що султан висунув нові вимоги, на які Московське царство не погодилося. Адріанопольский мирний договір (1713) був укладений на умовах Прутського мирного договору 1711 року.

## Після Прутського миру
Петро I не відразу зважився привести у виконання постанову Прутського договору. Він зажадав спочатку вигнання Карла XII за межі Османської імперії. Османи ж вимагали почати з передачі їм Азова і зі знищення фортець. На допомогу Толстому в Константинополь був відправлений Шафіров. Сперечання тривали до грудня 1711 року, коли Порта рішуче заявила, що вона вважає договір із боку Московського царства порушеним і війну оголошеною. Петро I вирішив поступитися. За допомогою англійських і голландських послів між Петром і Портою було укладено новий договір на наступних умовах:
- Цар мав вивести свої війська з Речі Посполитої і зовсім усунути себе від втручання в її справи;
- Порта, в свою чергу, зобов'язана була вигнати зі своєї землі Карла, хоча і не встановлювала для цього терміну;
- На правому березі Дніпра за Московським царством залишений був тільки Київ з областю, відведеною до нього по вічному миру з Річчю Посполитою у 1686 році;
- Будь-яке втручання Московського царства в справи правобережних козаків заборонялося;
- Між Черкаським і Азовом не можна було будувати нових фортець.

Договір цей був укладений на 25 років; але виконувати його не думали. Шведи намагалися спонукати султана до війни з Московським царством; цар не виводив своїх військ із Речі Посполитої. 31 жовтня 1712 Стамбул знову оголосив війну Московському царству, приводом до якої стала неправдива інформація про перебування в Речі Посполитій великої кількості московських військ. У лютому—березні 1713 року було здійснено татарські напади за участю запорожців та козаків Пилипа Орлика на Правобережну та Лівобережну Україну, Слобожанщину. Українські сили І. Скоропадського та московські частини, щоб не провокувати Порту на масштабні воєнні дії, за наказом царя здійснювали оборонну тактику. Тим часом войовничі наміри султана згасли, і 13 червня 1713 було підписано чергову мирну угоду — Адріанопольський мирний договір (1713). Згідно з ним Московське царство мало вивести з Речі Посполитої всі свої війська протягом 60 днів та надалі їх не вводити, московсько-османський кордон переносився із Дніпра та приазовських степів на межиріччя Самари та Орелі (обидві ліві притоки Дніпра), від верхів'їв яких далі мав проходити по Сіверському Дінцю (притока Дону). Таким чином східна частина Запоріжжя переходила під владу Стамбула.
На початку 1713 року османське керівництво здійснило рішучі заходи для того, аби позбавитися від присутності на території Османської імперії шведського короля. Карл XII отримав дві вимоги султана покинути його володіння, після відмови короля їх виконати вийшло розпорядження про силовий спосіб вирішення питання. Це призвело до збройної сутички шведів з османами і татарами 31 січня 1713 (т. зв. Калабалик), у результаті якої король був заарештований та відвезений у Фракію.
Поступливість Московського царства Османській імперії в мирних угодах, укладених після Прутського миру 1711, пояснюється зосередженням її основних сил на воєнних діях, які проводилися проти Шведської імперії в ході Північної війни 1700—1721 рокіа.

## Хронологія
Всі дати за старим стилем

### 1709
29 липня — Ультиматум московського посла П. А. Толстого султану про видачу Карла XII і Мазепи. Наростання напруженості між країнами.
21 вересня [2 жовтня] 1709 — Смерть Івана Мазепи

### 1710
Травень — Кримський хан Девлет II Ґірай уклав військовий союз із Пилипом Орликом, наступником Мазепи в стані бунтівних козаків.
20 (09) листопада — Оголошення Османською імперією, Карлом XII і Девлетом II Ґіраєм війни Московському царству.

### 1711
1 січня — Кубанський похід. Було прийнято рішення про організацію походу на Кубань, який очолив казанський губернатор Петро Апраксін.
Зима — Кримський фронт. Напад кримських татар на Україну. Османські джерела повідомляють про похід московських військ до Молдовського князівства, і захоплення ними інтернованого там шведського загону. Перекидання московських військ із Прибалтики на Південь.
6-12 січня — Кримський фронт. Військо (40 тисяч кримчаків і ногайців, 7-8 тисяч козаків, 3-5 тисяч поляків, 700 шведів полковника Цюліха і 400 яничар) під командуванням ханського сина Мехмеда Гирея перейшло Перекоп і вторглося на Правобережну Україну. Цій армії протистояли 8 полків генерал-майорів Волконського і Видмана. На Лівобережну Україну ввійшов сам хан Девлет II Ґірай (30-40 тисяч кримчаків і ногайців, 2 тисячі козаків і 40 шведських офіцерів). Хану протистояли війська бригадира Осипова і корпус генерал-майора Ф. Ф. Шидловського (10 934 осіб), під Воронежем — корпус Ф. М. Апраксіна і 5 тисяч донських козаків.
Лютий — Кримський фронт. Протягом першої половини лютого 1711 року кримські татари легко оволоділи Брацлавом, Богуславом, Немировом, нечисленні гарнізони яких не чинили практично ніякого опору. Посланий гетьманом І. С. Скоропадським компанійський полк осавула Бутовича був розбитий при Лисянці, а сам Бутович ледве врятувався. Хан на Лівобережній Україні зумів захопити Новосергієвську фортецю (у верхів'ях річки Самари), населення якої, в основному колишні запорожці, здалося без бою. Далі Девлет II кинувся в напрямку Харкова та Ізюму, але був відбитий і повернувся на початку березня в Крим.
12 лютого — Кримський фронт. На військовій раді в маєтку Потоцького Немирові 12 лютого 1711 року коронний гетьман І. Потоцький наполягав на якнайшвидшому русі до Речі Посполитої, проти Августа II. Проте взяла гору точка зору Мехмеда Ґірая і Орлика, згідно з якою було вирішено взяти Білу Церкву, потім йти до Фастова, де «чекати османів для спільного походу на Київ»
25 лютого — Маніфест про війну з Османською імперією. Зачитаний в Успенському соборі Кремля у присутності Петра I.
9 березня — Кримський фронт. Орлик і Мехмед Ґірай звернулися із закликом до українського народу боротися проти «московської неволі». Мехмед Ґірай заявив, що кримські татари йдуть на допомогу «всім стогнучим під ярмом неволі» короля Августа і царя. Кримським татарам був відданий наказ «черкасам (українцям) розорення не чинити, і в полон їх не мати, і не рубати». Маніфести Орлика і Мехмеда Ґірая спочатку залучили на їхній бік частину козацтва. У листі до хана Орлик повідомляв, що за два тижні його військо зросло до 40 тисяч вояків.
25-26 березня — Кримський фронт. Понад 30 тисяч кримчаків і запорожців підійшли до Білої Церкви. Московський гарнізон фортеці складався з 500 солдат бригадира Аненкова і декількох сотень козаків полковника А. Танського. 25 березня перша атака фортеці була відбита. У ніч на 26-те кримські татари і орликовці напали повторно і змогли захопити передмісті Білої Церкви. Але більшого домогтися їм не вдалося. Гарматний вогонь гарнізону наносив сильні втрати нападникам. О 4-й годині ночі гарнізон зробив вдалу вилазку, солдати захопили ворожі шанці й «гранатами і зброєю побили безліч ворогів і взяли кілька прапорів». 26 березня вранці обложники почали ще одну атаку, знову увійшли в Нижнє місто і встановили там гармати. Аненков послав проти них дві роти солдатів і гренадерів разом із козаками. Вилазка була вдалою: рушничний вогонь і гранати завдавали відчутних втрат обложникам. Втративши понад тисячі воїнів, Мехмед Ґірай і Орлик відійшли до Фастова. Атаки Черкас, Канева та Чигирина також ні до чого не привели.
5 квітня — Кримський фронт. Проти Новосергіївська фортеці, де Девлетом II Ґіраєм був залишений гарнізон (1,5 тис. запорожців і кримчаків під загальним командуванням запорізького полковника Нестулея), був посланий загін у 2,5 тисячі солдатів і козаків під командуванням Ф. Ф. Шидловського. Після дводенної облоги фортеця була звільнена. Таким чином, дії кримських татар і запорожців на Лівобережжі навесні 1711 року виявилися невдалими.
12-13 квітня — Прутський похід. Військова рада в Слуцьку. Присутні, крім Петра І, фельдмаршал Шереметєв і генерал Алларта, а також канцлер Головкін і посол у Речі Посполитої Григорій Долгоруков. Стратегічним планом передбачалося раніше османів підійти до Дунаю і захопити переправи. Головні сили московської армії (Петра I) повинні були досягти Дністра до 15 травня. Шереметєв повинен був досягти Дністра пізніше 20 травня, маючи тримісячний запас продовольства.
Квітень — Кримський фронт. Невдача під Білою Церквою, а також поява на Правобережній Україні 9 драгунських і 2 піхотних полків Д. М. Голіцина разом із козаками змусили Орлика і Мехмеда Ґірая відступити. 15 квітня 1711 року поблизу Богуслава Д. М. Голіцин наздогнав частину кримських татар і відбив понад 7 тисяч захопленого «ясиру». Наприкінці квітня Мехмед Ґірай і Орлик повернулися в Бендери.
13 травня — Кубанський похід. 3 піхотних і 3 драгунських полки (6286 осіб) вийшли з Казані. У Царицині до них приєдналися саратовські і симбірські діти боярські, царицинські та астраханські городові люди і яїцькі козаки. Пізніше підійшло 20 тисяч калмиків тайші Аюки.
26 травня — Прутський похід. Шереметєв досяг Рашкова на Дністрі.
Травень — Кримський фронт. Нуреддін Бахт Ґірай напав на Тор і Бахмут. Атака була відбита, але тим не менше затримала планований похід Бутурліна і Скоропадського на Крим.
27-30 травня — Прутський похід. Переправа через Дністер основних сил Шереметєва. Дізнавшись про рух до Дунаю великих османських сил, Шереметєв повернув на Ясси.
29 травня — Прутський похід. Вихід драгунських полків із Рашкова до Ясс.
30 травня — Кримський фронт. Московські війська в складі 7 піхотних і 1 драгунського полку (7178 осіб), а також 20 тис. козаків вийшли з Переволочни на Крим. Рух війська було вкрай утруднений громіздким обозом.
5 червня — Прутський похід. Армія Шереметєва підійшла до річки Прут.
7 червня — Кримський фронт. Бутурлін і Скоропадський прибули в Новобогородицьку фортецю. «Язики» повідомили їм, що у верхів'ях Самари знаходиться близько 30 тисяч воїнів Бахта Ґірая. Залишивши частину сил для охорони комунікацій, Бутурлін повільно рушив через Дніпровські пороги.
12 червня — Прутський похід. До Шереметєва приєднався Петро I з гвардійськими полками. На військовій раді було вирішено повільно йти вниз за течією річки і «далечінь не викинете». Укладено договори з господарями молдавським Дмитром Кантемиром і волоським Бранкованом.
18-20 червня — Прутський похід. Головні сили московської армії зосередилися на Дністрі, в районі Сороки. У той же час османська армія (120 тисяч вояків, 440 гармат) під командуванням великого візира Мехмеда Балтаджі переправилася через Дунай у Ісакчі (18.06) і з'єдналася на лівому березі Прута з кримською армією (70 тисяч вояків) хана Девлета II Ґірая. За оцінками Петра у супротивника було до 270 тис. вояків.
25 червня — Прутський похід. Московська армія зосереджується в районі Ясс.
30 червня — Прутський похід. Петро I відправив кінний загін (7 драгунських полків + невеликий загін молдавської кінноти, всього близько 7 тисяч вояків) генерала Ренне для захоплення Браїлова, а сам із головними силами (38246 осіб і 5 тисяч молдаван; 122 (114) гармат) рушив по правому березі річки Прут.
2 липня — Кримський фронт. Бутурлін прибув у Кам'яний Затон. Спочатку планувалося послати в Крим через Сиваш легкі козацькі загони, але, як з'ясувалося, зробити цього не можна було через брак легких суден.
7 липня — Прутський похід. Петро I прибув у Станілешті. Скориставшись нерішучістю московського авангарду (генерал Я. фон Еберштедт), османці переправилися через річку Прут у Фальчі, змусивши московський авангард відійти.
7 липня — Кримський фронт. Бутурлін отримав відомості про вихід основних сил кримських татар із Перекопу. Рух московського війська було зупинено. Вперед послали тільки 4 батальйони капітана Постельникова, який спалив спорожнілі курені Нової Запорізької Січі й взяв там 4 гармати. Стан війська було вкрай важким. Почався голод, довелося їсти тільки конину. Зростала дезертирство як солдат, так і козаків. Тим часом 15 тисяч кримчаків Бахта Ґірая зайшли в тил Бутурліна і нависли над Слобідської України, Полтавським і Гадяцьким полками, Миргородом, Бахмутом і Тором. Удар вони хотіли завдати в районі Полтави куди не поширювалася Ізюмська риса.
8 липня — Прутський похід. Південніше Станілешті московські війська відбили атаки османсько-кримськотатарської кінноти і відступили в укріплений табір в урочищі Нові Станілешті. Османи зайняли Фальчі.
9 липня — Прутський похід. Мехмед Балтаджі оточив московський табір. Московити відбили штурм: дві атаки яничарів, наскоки кінноти. Втрати: московити — убитий генерал-майор Відман, 44 офіцери, 707 нижніх чинів; пропало безвісти або потрапили в полон: 3 офіцери і 739 нижніх чинів. Втрати османів: 7 тисяч осіб. За іншими даними відповідно: 3 тисяч і 8 тисяч.
10 липня — Прутський похід. Артилерійська дуель у московського табору. Загін Ренні зайняв Мексінені. Через безвихідного становища московської армії (оточення, брак продовольства) було вирішено почати переговори про мир. До османів посланий унтер-офіцер Шепелєв. Увечері послали віце-канцлера Шафірова.
11 липня — Прутський похід. Попередній договір: Московське царство віддає Османській імперії Азов, зобов'язується віддати фортеці Таганрог, Богородицька і Кам'яний Затон. Московська армія відступає в Московське царство. Османський султан висилає Карла XII. Загін Ренні підійшов до Браїлова.
12 липня — Прутський похід. Підписання Прутського договору. Задля його гарантії у османів у заручниках — віце-канцлер Шафіров і син фельдмаршала Бориса Шереметєва Михайло Шереметьєв. Московська армія виступила в зворотний шлях (за іншими даними 14 липня). Увечері п'ять спішених драгунських полків Ренні атакували Браїлів. Османи не витримали, залишили передові укріплення і відступили в цитадель.
14 липня — Прутський похід. Цитадель Браїлова капітулювала на умовах виходу з фортеці.
16 липня — Прутський похід. Загін Ренні відступив із Браїлова.
22 липня — Прутський похід. Московська армія переправилася через Прут.
23-24 липня — Кримський фронт. Голод, дезертирство і побоювання бути відрізаними від тилових баз змусили Бутурліна і Скоропадського поспіхом, без наказу відступити. Таким чином, похід на Крим провалився і ніяк не вплинув на хід бойових дій: відвернути основні кримські сили від головного театру військових дій в Молдовському князівстві не вдалося.
1 серпня — Прутський похід. Московська армія переправилася через Дністер (за іншими даними: 3.08 у районі Могилева-Подільського). Прутський похід коштував Московському царству 4 тисяч вояків.
17 серпня — Кубанський похід. Петро Апраксин вийшов з Азова і рушив на південь. 26 серпня була розорена ставка Нуреддіна Бахта Ґірая — Копил. У переможній реляції Петро Апраксин повідомив, що було побито 11 460 ногайців, а 21 тисяча взята в полон. Ворога переслідували вздовж за течією Кубані протягом 100 верст, більше 6 тисяч татар потонуло в річці.
6 вересня — Кубанський похід. Московити і калмики розбили військо Бахта Гирея з 7 тисяч кримських татар і 4 тисяч козаків-некрасовців. Був відбитий московський полон у 2 тисячі чоловік. Однак похід завершити не вдалося: звістка про укладення Прутського миру змусило Петра Апраксіна повернутися в Азов. Успіх Кубанського походу не вплинув на загальний несприятливий для Московського царства хід військових дій в Прутськой кампанії 1711 року.
14 грудня — Наказ Петра I Апраксіну про здачу Азова і розорення Таганрога.

### 1712
2 січня — Азов зданий османцям в повній цілості і навіть з 60-ма гарматами, взятими в 1695 році. Незадоволений Прутським миром султан Ахмед III скинув великого візира Мехмеда Балтаджі і відправив його на заслання на острів Родос, де він був подавлений. На пост великого візира призначений ага яничарів Юсуф паша.
5 квітня — Дізнавшись про здачу Азова, султан уклав мир з Московським царством (в Константинополі). Московити зобов'язалися вивести війська з території Речі Посполитої і не втручатися в її справи.
Літо — Петро I ввів у Річ Посполиту корпус для транзиту в Померанію.

### 1713
13 липня — Османська імперія і Московське царство уклали остаточний мирний договір. Підтверджував договори 1711 і 1712 років, ставив Запорізьку Січ під юрисдикцію султана. Ще одним важливим наслідком війни стала загибель Азовського флоту (майже п'ятсот кораблів).